# Luisa Michulková
Luisa Michulková (Žilina, 26 luglio 1984) è un'ex cestista slovacca.

## Carriera
Con la Slovacchia ha disputato i Campionati europei del 2011.